# Cànter de carreter

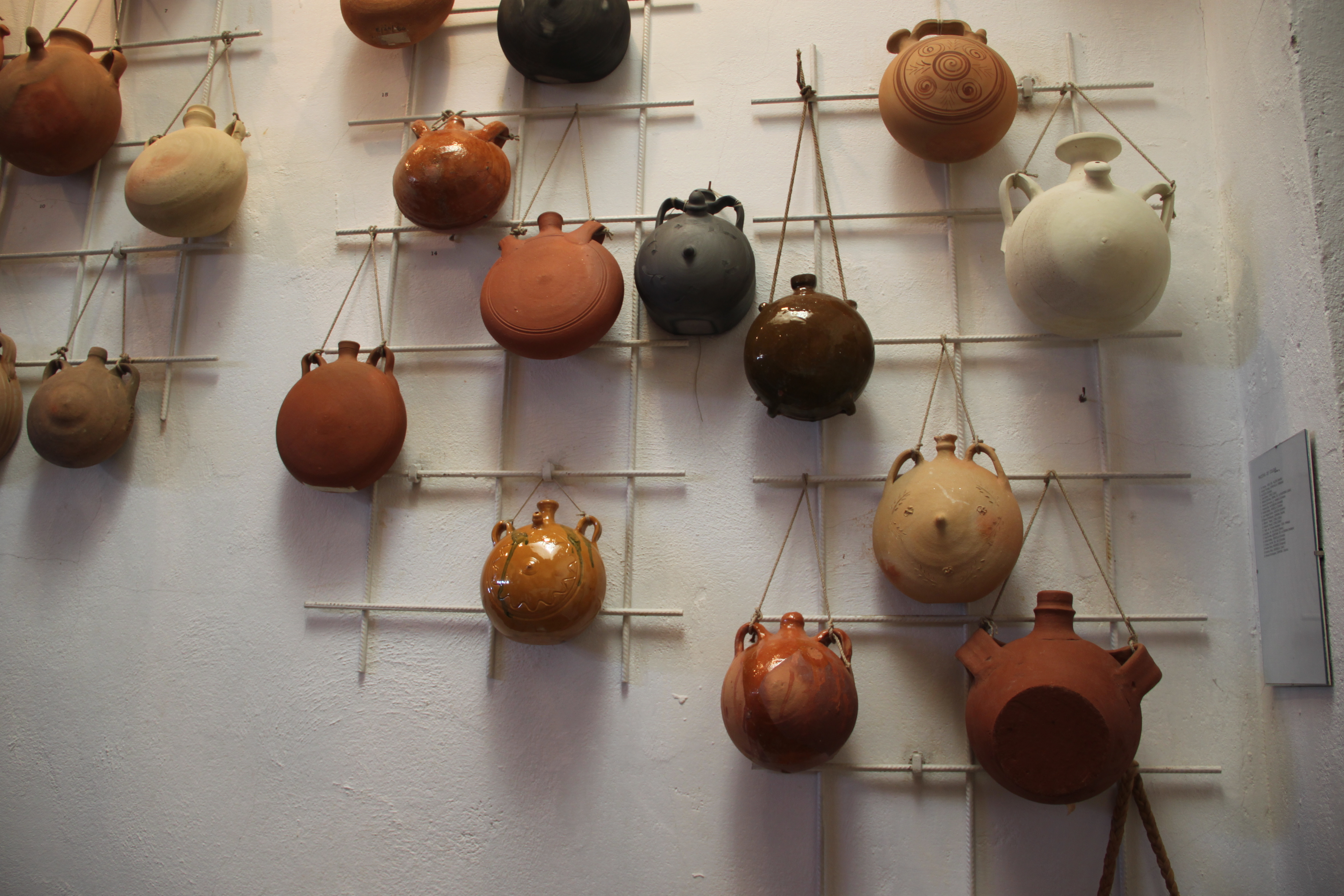
Diversos tipus de cantimploras, botijas i barriletes. A la dreta, la tradicional botija de fang blanc d'Agost, i sota, en la cantonada inferior, un barril de carro amb el seu costat pla a la vista. Museu de ceràmica de Chinchilla de Montearagón (Alabacete, Espanya).

Un cànter de carreter és un atuell per portar i conservar l'aigua, que té cos globular com el càntir ordinari, però amb un dels costats pla, perquè pugui encaixar en el suport del carro fet a aquest efecte. Sol disposar d'una o dues nanses i una boca estreta. Va ser molt emprat entre els segles XV i XIX en diligències, cotxes de cavalls, tartanes i carros en general. Per la seva gran varietat, és considerada com una peça emblemàtica de la terrisseria popular.[1][2][3]

## Cantimplores de fang
El cànter de carreter va ser un digne precedent de les cantimplores de fang,[4][5] i té com a peces germanes diversos tipus de càntir, especialment , entre altres peces de terrissa més específiques com els «cànters de galet»: canterella, cantereta, gàrgola.